# لغط (طب)
في المصطلح الطبي، اللغط (بالإنجليزية: Bruit)‏ هو صوت غير معتاد يصدره الدم عندما يندفع خلال تضيق في شريان (أو ما يسمى بجريان مضطرب)، يمكن تسمع هذا الصوت بواسطة السماعة الطبية.